# Arquebisbat de Yangon
L'arquebisbat de Yangon  (llatí: Archidioecesis Yangonensis) és una seu metropolitana de l'Església catòlica. El 2010 tenia 76.283 batejats d'un total de 14.050.000 habitants. Actualment està regida per l'arquebisbe cardenal Charles Maung Bo, S.D.B.

## Territori
L'arxidiòcesi comprèn tota la regió de Yangon i part de les regions de Bago i d'Ayeyarwady, així com part dels estats de Kayah i de Mon, a Myanmar; ocupant uns 47.191 km².
La seu arxiepiscopal és la ciutat de Yangon, on es troba la catedral de la Immaculada Concepció.
El territori està dividit en 39 parròquies.

## Història
La missió catòlica birmana va començar oficialment en 1721-1722, quan Propaganda Fide va enviar els primers missioners barnabites Sigismondo Calchi i Giuseppe Vittoni a evangelitzar els regnes d'Ava i Pegu. La missió va tenir dificultats per l'oposició dels missioners del padroado portuguès de la diòcesi de São Tomé di Meliapore, que comptava amb els drets de patronat en terres birmanes.
No obstant això, els èxits primers missioners van obligar la Santa Seu a erigir el vicariat apostòlic d'Ava i Pegu en 1741, retirant-lo de la jurisdicció, sobretot teòric, de la diòcesi de Sao Tomé de Meliapore, i encomanant-la a l'obra missionera de Barnabites.
El 1770 es va obrir el primer seminari birmà a Monhla; en 1793 van ser ordenats a Amarapura els primers sacerdots de Birmània, Joseph Maung Gyi i André Ko.
Però les guerres contínues entre els potentats locals van fer difícil el treball dels barnabites, alguns missioners van ser martiritzats; al final del segle xviii els birmans fidels catòlics eren només al voltant de 5.000; i les guerres a Europa van impedir l'arribada de nous missioners i de fet es va abandonar la missió.
El Papa Gregori XVI va reaprendre la tasca d'evangelització de Birmània, enviant primer els escolapis i després els Missioners Oblats de Maria Immaculada. La missió va ser un dur cop durant la Segona Guerra Anglo-birmana (1852-1853): els missioners, units a l'enemic britànic, van ser malversats i empresonats per les autoritats birmanes i les seves obres destruïdes. Al final el vicari apostòlic Joan Antoni Balma, va renunciar a la missió convidant a Propaganda fide que l'encomanés a les Missions Estrangeres de París.
En 1856 el Vicariat Apostòlic va prendre el nom del vicariat apostòlic de Birmània i va ser confiat pel Papa Pius IX a la congregació missionera francesa. El 30 de març d'aquell any, el pare Paul Ambroise Bigandet, ex pro-vicari de Malacca, va ser consagrat bisbe i nomenat Administrador Apostòlic de Birmània.
El 27 de novembre de 1866 el vicariat apostòlic va ser dividida en tres nous vicariats apostòlics, que van tenir en compte la nova geografia política del país:
- l'est de Birmània (avui diòcesi de Taungngu), a la frontera entre Siam i la Xina, confiada als missioners del PIME;
- el centre de Birmània (avui arxidiòcesi de Mandalay), d'ara endavant, Birmània Septentrional, que correspon al que quedava de l'imperi Birmà independent (que cauria en mans dels anglesos amb la tercera guerra anglo-birmana);
- la Birmània sud-occidental, que corresponen a dominis britànics adquirits després de la Segona Guerra Anglo-birmana, on va continuar operant el bisbe Bigandet.

El 19 de juliol de 1870, a efecte del breu Quod Catholici nominis de Pius IX, el Vicariat Apostòlic de Birmània sud-occidental va prendre el nom de la Vicariat Apostòlic de la Birmània Meridional i Bigandet es va convertir oficialment en el primer vicari apostòlic. El 7 de maig de 1953 el vicariat fins i tot va canviar el seu nom a favor de vicariat apostòlic de Rangun pel decret Cum postremis de la Sacra Congregació de Propaganda Fide.
L'1 de gener de 1955 va cedir una part del seu territori en benefici de l'erecció de la diòcesi de Bassein (avui diòcesi de Pathein) i el mateix dia va ser elevat al rang d'arxidiòcesi metropolitana amb la butlla Dum alterna del Papa Pius XII.
El 8 d'octubre de 1991 l'arxidiòcesi assumí el seu nom actual.
El 22 de març de 1993 i el 24 de gener de 2009 va cedir altres peces de territori en benefici de l'erecció de les diòcesis de, respectivament, Mawlamyine i Hpa-an.

## Cronologia episcopal
- Pio Gallizia, B. † (25 de gener de 1741 - 23 de març de 1745 mort)[1]
- Paolo Antonio Nerini, B. † (16 de novembre de 1753 - 1756 mort)
- Benigno Avenati, B. † (22 d'agost de 1764 - 27 de setembre de 1765 mort)
- Giovanni Percoto, B. † (8 de novembre de 1765 - ?)
- Gherardo Cortenovis, B. † (28 de gener de 1778 - 1780 mort)
- Marcello Cortenovis, B. † (14 de febrer de 1797 - 1800 mort)
- Frederic Cao, Sch. P. † (18 de juny de 1830 - 11 de juliol de 1841 renuncià)
- Giovanni Domenico Faustino Ceretti, O.M.I. † (5 de juliol de 1842 - 26 de desembre de 1846 renuncià)
- Giovanni Antonio Balma, O.M. I. † (5 de setembre de 1848 - 9 de setembre de 1855 renuncià)
  - Sede vacante (1855-1870)
- Paul Ambroise Bigandet, M.E.P. † (12 d'agost de 1870 - 13 de març de 1894 mort)
- Alexandre Cardot, M.E.P. † (19 de març de 1894 - 18 d'octubre de 1925 mort)
- Félix-Henri-François-Donatien Perroy, M.E.P. † (18 d'octubre de 1925 - 10 d'abril de 1931 mort)
- Frédéric-Joseph-Marie Provost, M.E.P. † (10 d'abril de 1931 - 27 de setembre de 1952 mort)
- Victor Bazin, M.E.P. † (7 de maig de 1953 - 19 de juny de 1971 renuncià)
- Gabriel Thohey Mahn-Gaby (19 de juny de 1971 - 30 de setembre de 2002 jubilat)
- Charles Maung Bo, S.D.B., dal 24 de maig de 2003

## Estadístiques
A finals del 2010, la diòcesi tenia 76.283 batejats sobre una població de 14.050.000 persones, equivalent al 0,5% del total.
| any  | població | població   | població | sacerdots | sacerdots       | sacerdots       | sacerdots             | diàques | religiosos | religiosos | parroquies |
| ---- | -------- | ---------- | -------- | --------- | --------------- | --------------- | --------------------- | ------- | ---------- | ---------- | ---------- |
| any  | batejats | total      | %        | total     | clergat secular | clergat regular | batejats por sacerdot | diàques | homes      | dones      |            |
| 1950 | 70.000   | 7.000.000  | 1,0      | 63        | 63              |                 | 1.111                 |         | 23         | 253        | 36         |
| 1970 | 46.226   | 7.982.000  | 0,6      | 43        | 35              | 8               | 1.075                 |         | 39         | 124        | 31         |
| 1978 | 62.427   | 9.202.000  | 0,7      | 51        | 48              | 3               | 1.224                 |         | 26         | 126        | 33         |
| 1987 | 70.287   | 12.767.287 | 0,6      | 53        | 52              | 1               | 1.326                 |         | 17         | 192        | 33         |
| 1999 | 78.000   | 14.570.000 | 0,5      | 65        | 65              |                 | 1.200                 | 1       | 16         | 196        | 44         |
| 2000 | 80.000   | 14.580.000 | 0,5      | 68        | 68              |                 | 1.176                 |         | 18         | 196        | 44         |
| 2001 | 81.565   | 14.670.000 | 0,6      | 70        | 70              |                 | 1.165                 |         | 23         | 227        | 50         |
| 2002 | 85.000   | 14.700.000 | 0,6      | 80        | 80              |                 | 1.062                 |         | 23         | 247        | 50         |
| 2004 | 81.565   | 15.000.000 | 0,5      | 83        | 79              | 4               | 982                   |         | 21         | 235        | 47         |
| 2009 | 79.682   | 13.840.000 | 0,6      | 84        | 79              | 5               | 949                   |         | ?          | 264        | 31         |
| 2010 | 76.283   | 14.050.000 | 0,5      | 71        | 13              | 84              | 908                   |         | 53         | 265        | 39         |